# تشاك ماكان
تشاك ماكان (بالإنجليزية: Charles Jonathan Thomas McCann)‏ هو منتج أفلام ومنتج تلفزيوني ومغني وكاتب سيناريو ومخرج وممثل أمريكي، ولد في 2 سبتمبر 1934 في بروكلين في الولايات المتحدة، وتوفي في 8 أبريل 2018 في لوس أنجلوس في الولايات المتحدة بسبب قصور القلب.

## أعمال

### أفلام
- (1968) قلب صياد وحيد

### مسلسلات
- الساحرة المراهقة سابرينا
- غارفيلد والأصدقاء
- فتيات القوة

## وصلات خارجية
- الموقع الرسمي
- تشاك ماكان على موقع IMDb (الإنجليزية)
- تشاك ماكان على موقع روتن توميتوز (الإنجليزية)
- تشاك ماكان على موقع ألو سيني (الفرنسية)
- تشاك ماكان على موقع ميوزك برينز (الإنجليزية)
- تشاك ماكان على موقع تيرنر كلاسيك موفيز (الإنجليزية)
- تشاك ماكان على موقع أول موفي (الإنجليزية)
- تشاك ماكان على موقع قاعدة بيانات الأفلام السويدية (السويدية)
- تشاك ماكان على موقع قاعدة بيانات الفيلم (الإنجليزية)
- تشاك ماكان على موقع ANN person (الإنجليزية)